# Општина Жариштеа (Вранча)
Жариштеа (рум. Jariştea) општина је у Румунији у округу Вранча.
Oпштина се налази на надморској висини од 233 m.